# Condition suffisante
Cet article court présente un sujet plus développé dans : Implication (logique).
En logique mathématique, une condition suffisante à l'assertion {\displaystyle P} est une assertion {\displaystyle Q} telle que : 
En d'autres termes, dans l'hypothèse où l'assertion {\displaystyle Q} est vérifiée, alors l'assertion {\displaystyle P} l'est également. Il suffit donc que {\displaystyle Q} soit vraie pour que {\displaystyle P} le soit également.
Une condition qui est à la fois nécessaire et suffisante est dite équivalente.

## Exemples
- S'il pleut, alors il y a des nuages. L'assertion il pleut est suffisante à l'assertion il y a des nuages.